# Mortes em julho de 2024
Mortes em 2024: ← Janeiro – Fevereiro – Março – Abril – Maio – Junho – Julho – Agosto – Setembro – Outubro – Novembro – Dezembro →
Esta é uma relação de pessoas notáveis que morreram durante o mês de julho de 2024, listando nome, nacionalidade, ocupação e ano de nascimento.

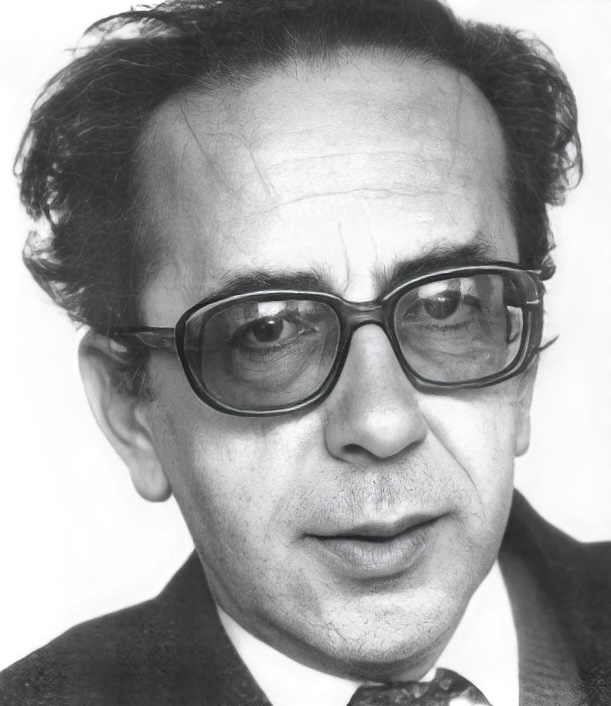
Ismail Kadare, escritor albanês.

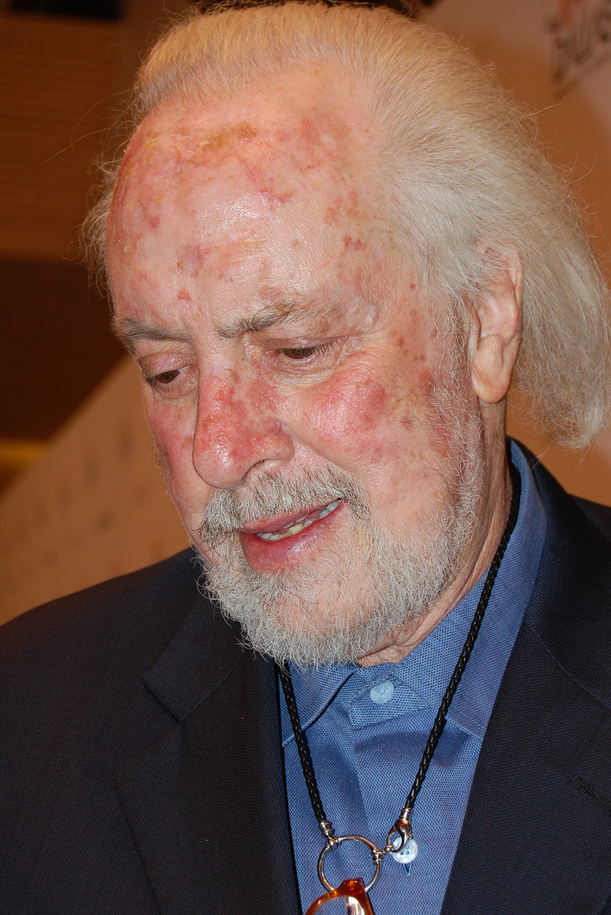
Robert Towne, roteirista e cineasta estadunidense.

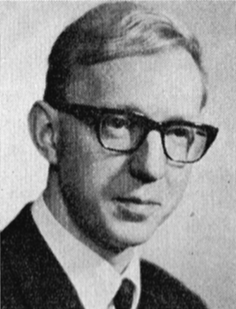
Bengt Samuelsson, bioquímico sueco.

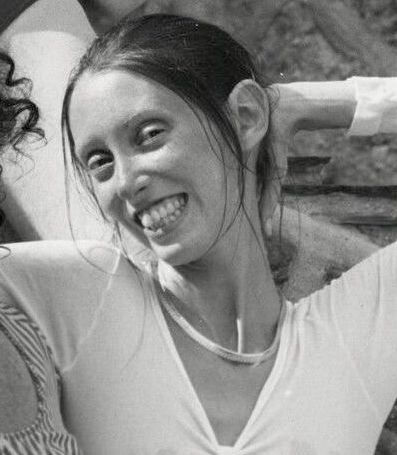
Shelley Duvall, atriz estadunidense.

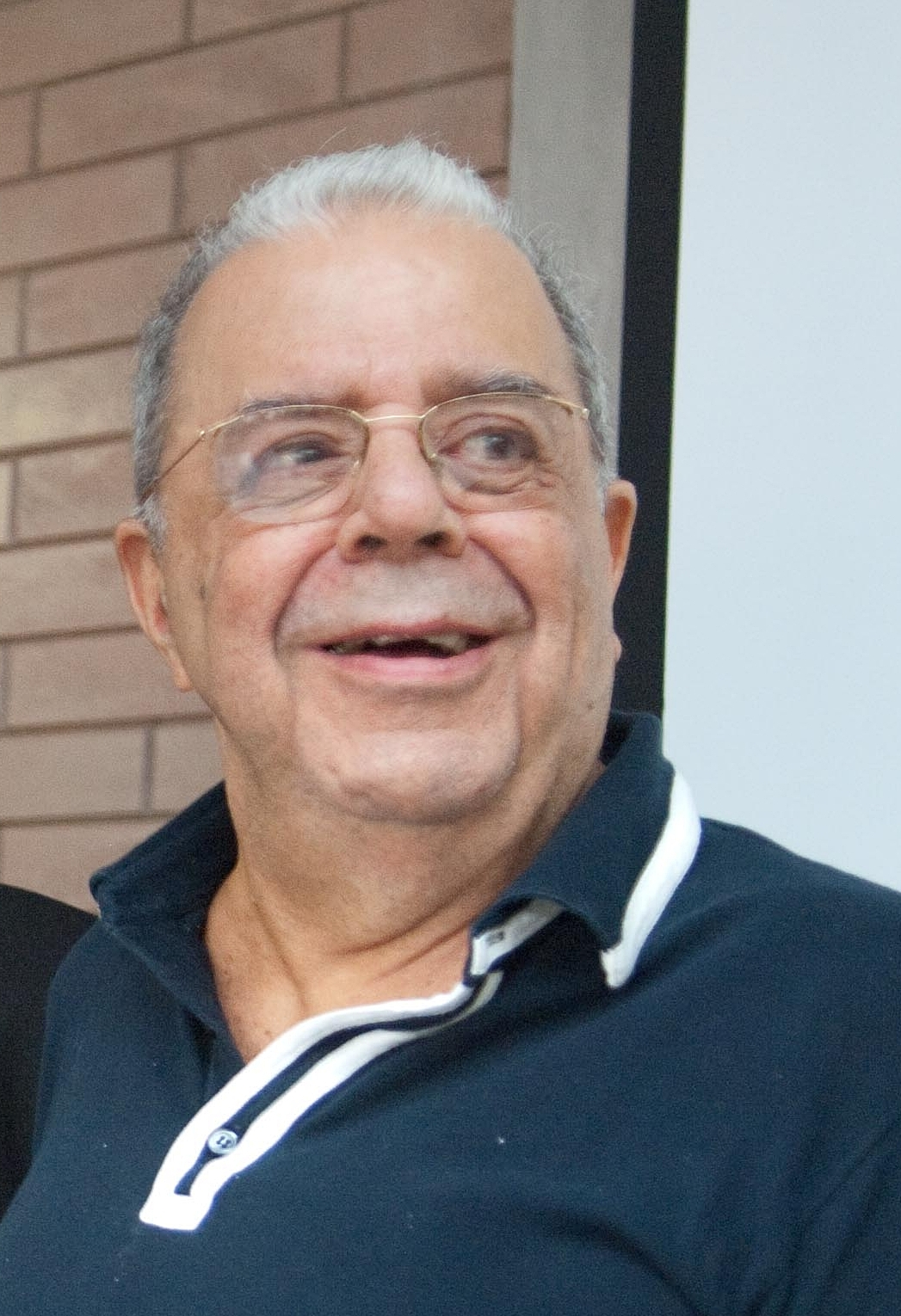
Sérgio Cabral, escritor e jornalista brasileiro.

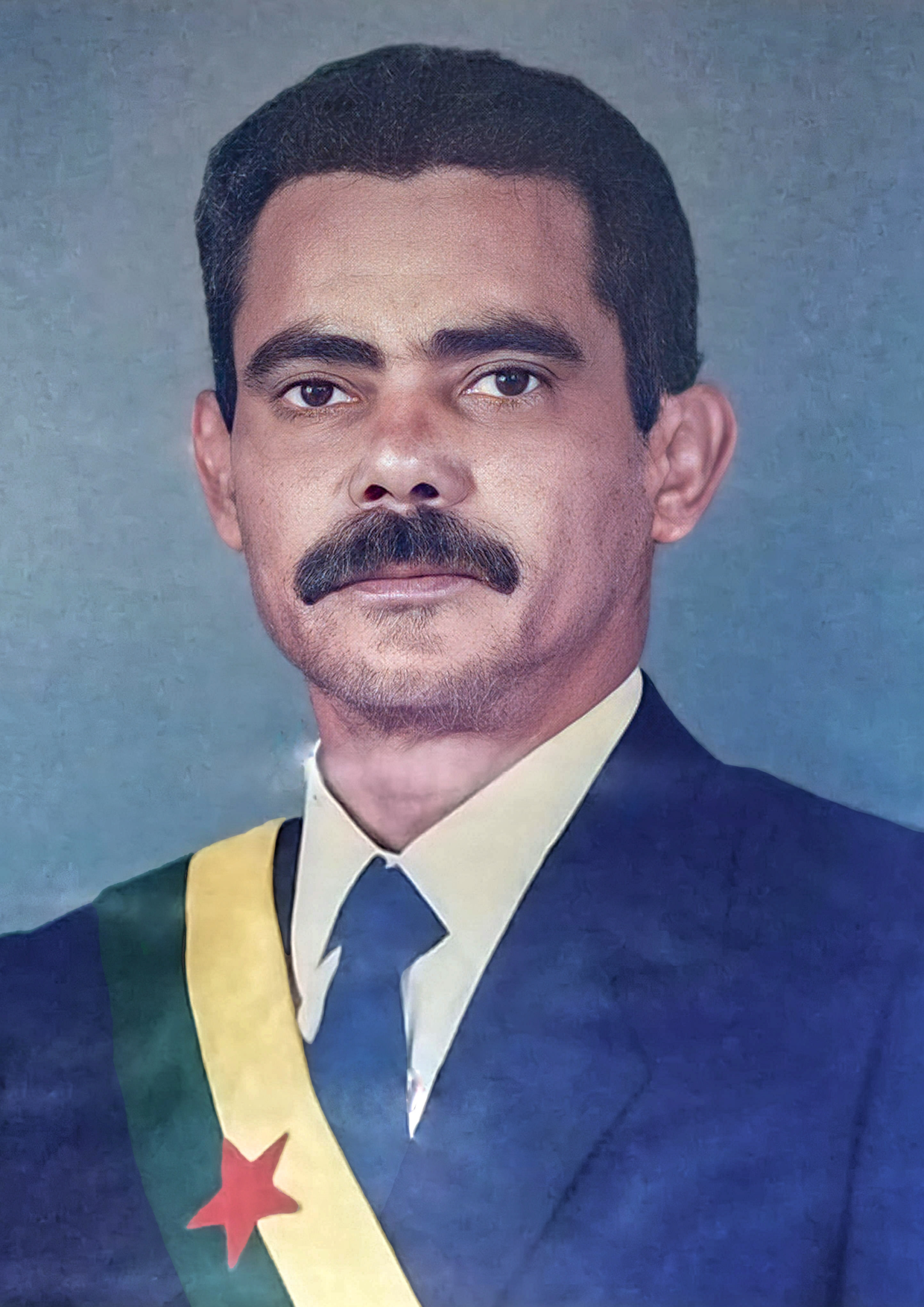
Romildo Magalhães, político brasileiro.

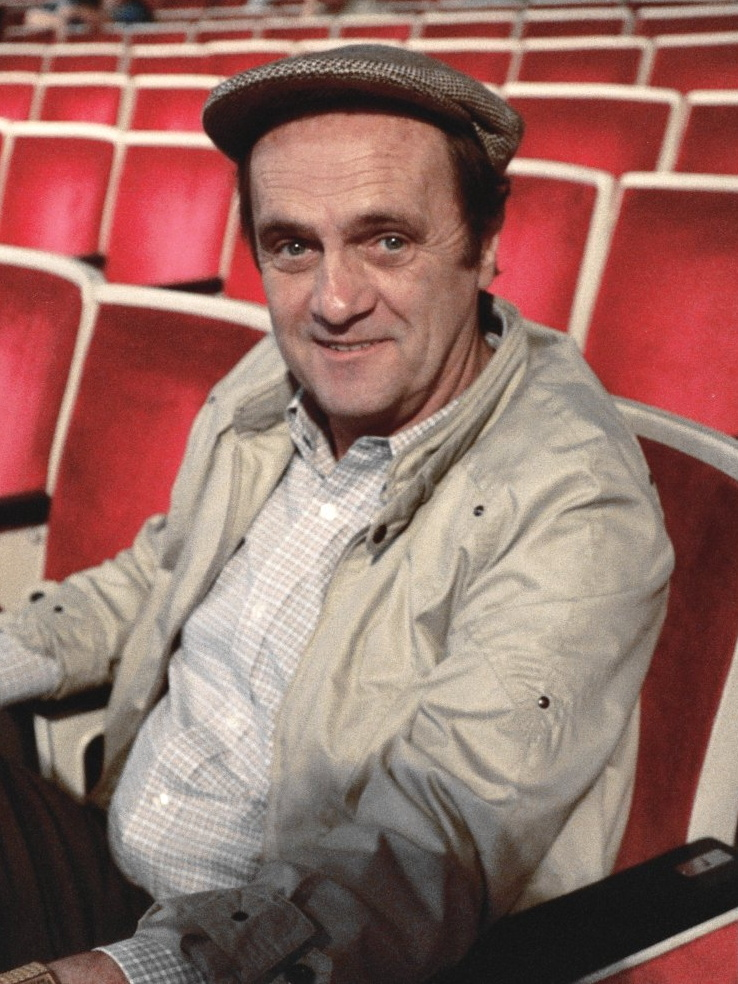
Bob Newhart, ator estadunidense.

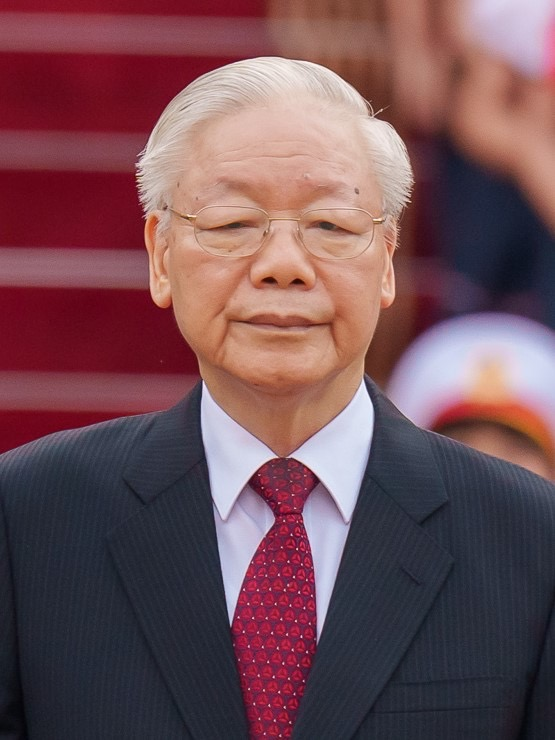
Nguyễn Phú Trọng, político vietnamita.

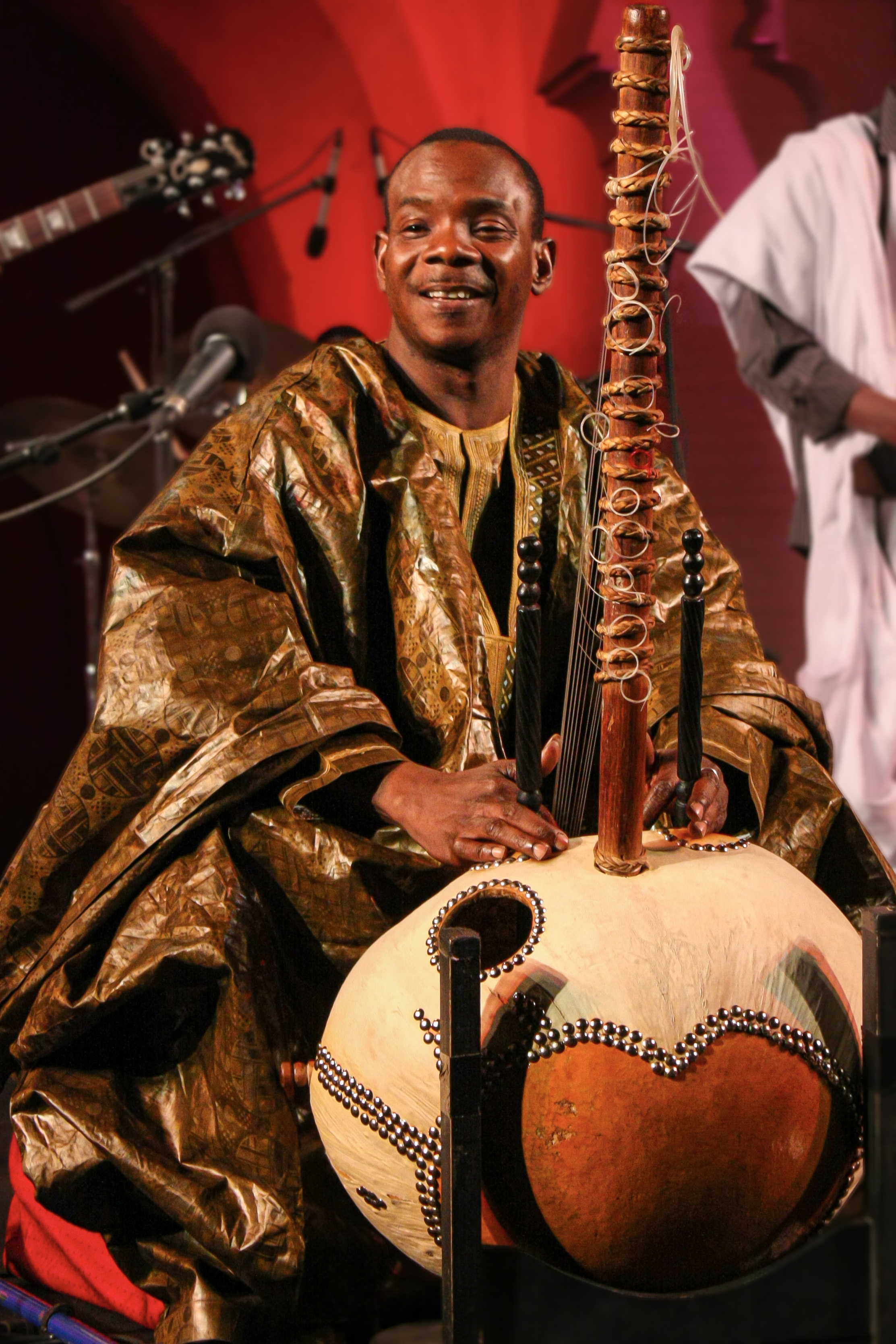
Toumani Diabaté, músico maliano.

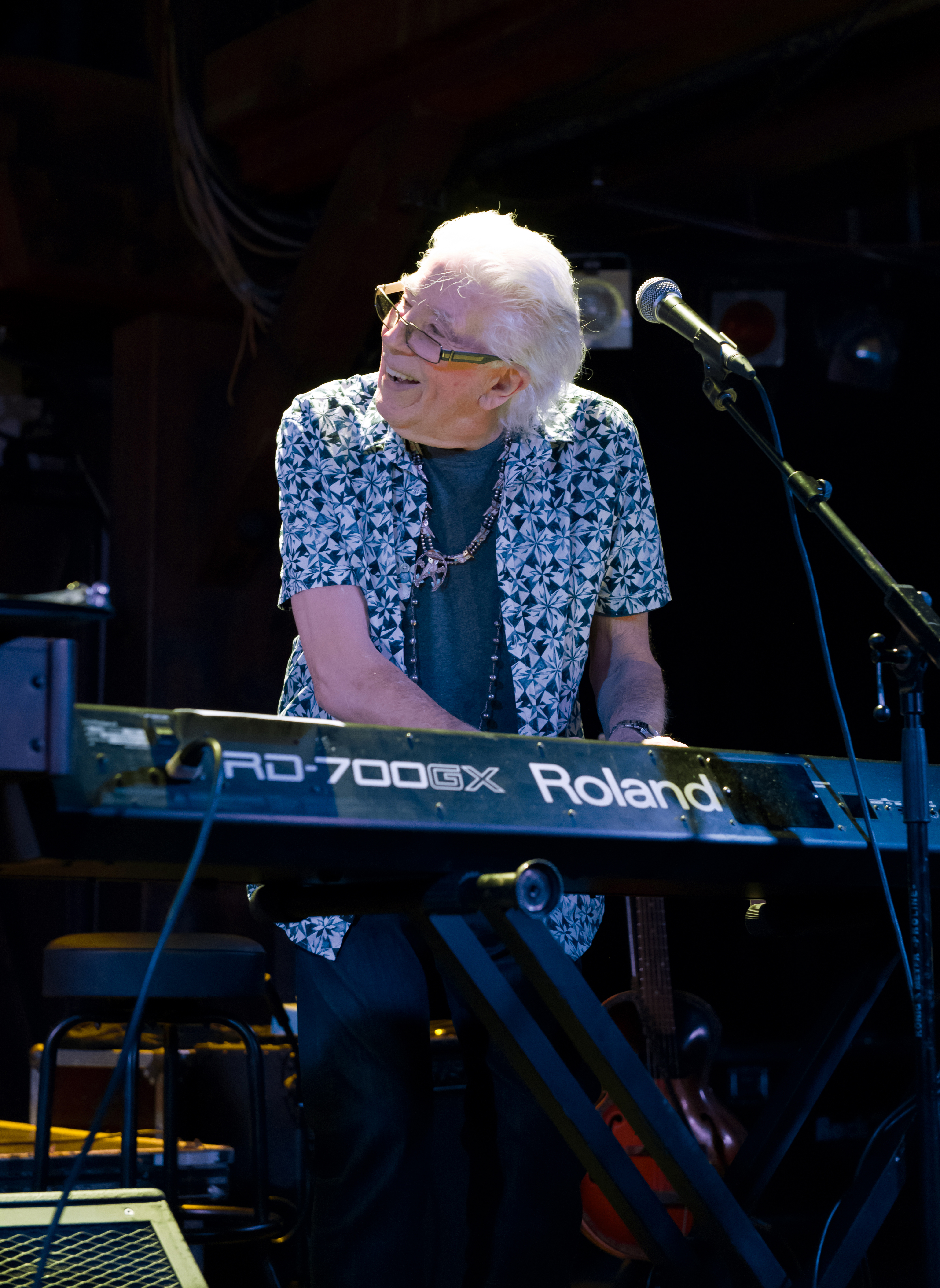
John Mayall, músico britânico.

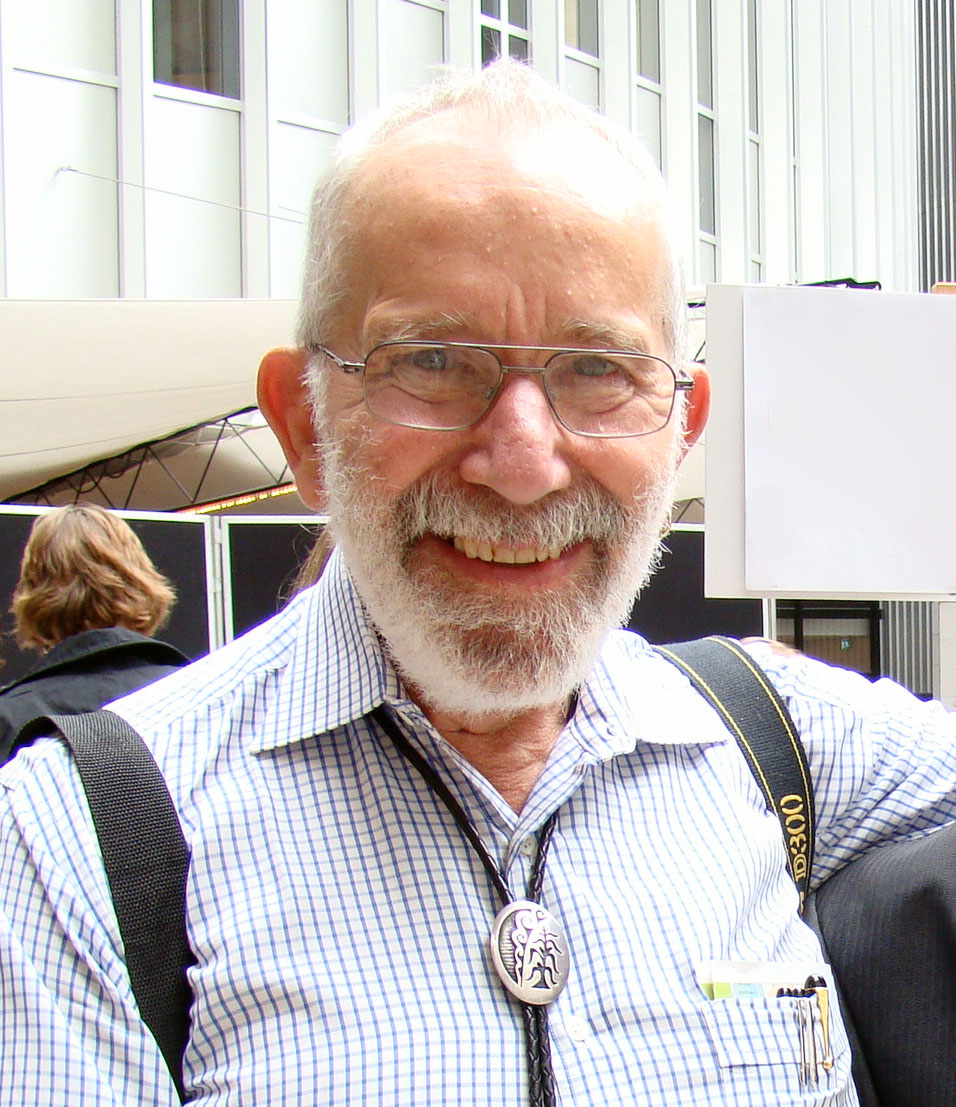
Jhon Robin Warren, médico australiano.

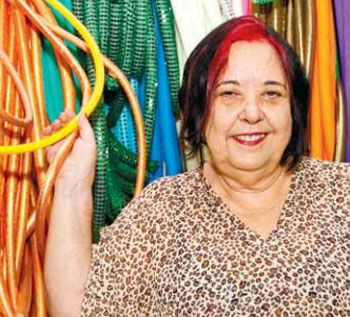
Rosa Magalhães, carnavalesca brasileira.

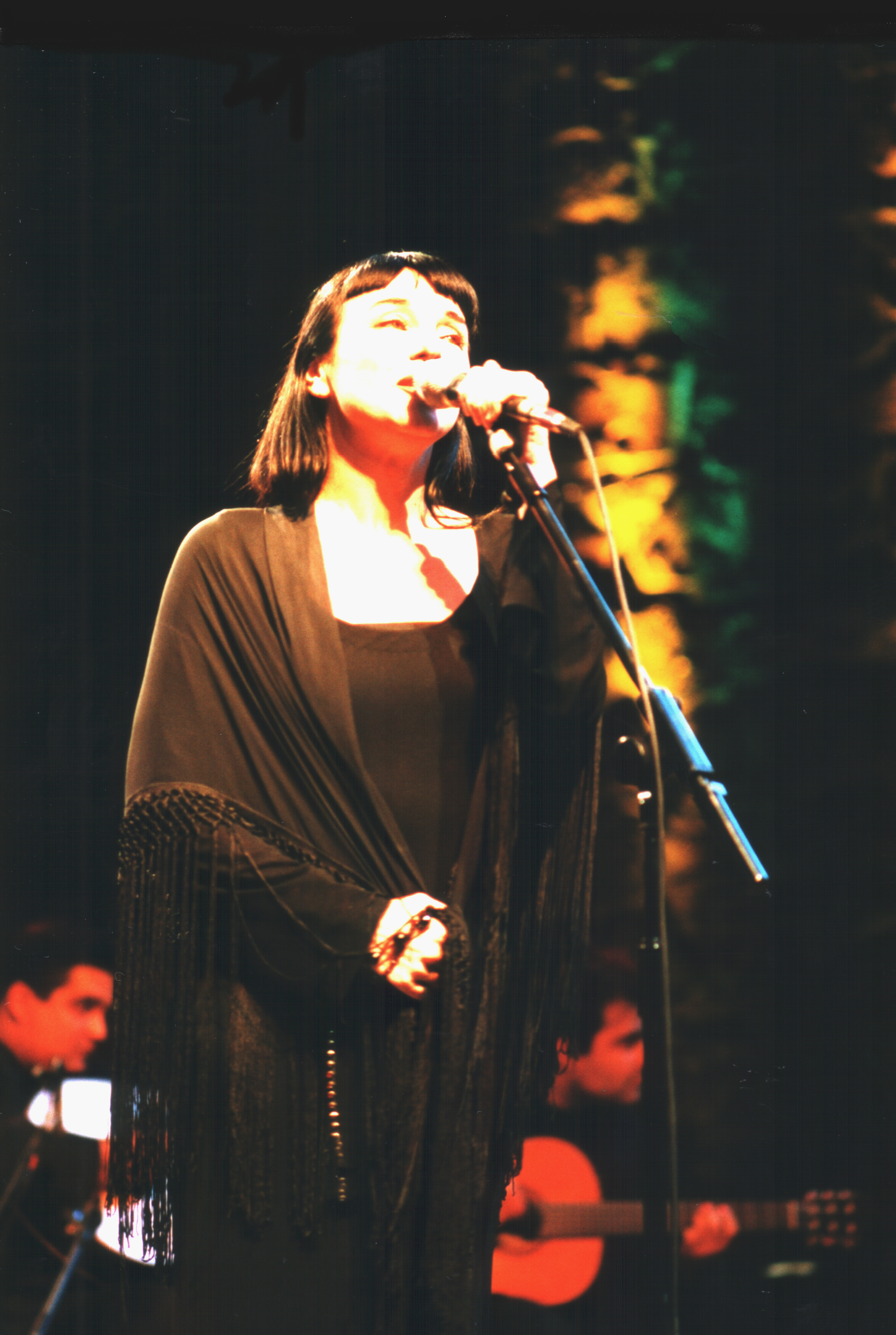
Mísia, cantora portuguesa.

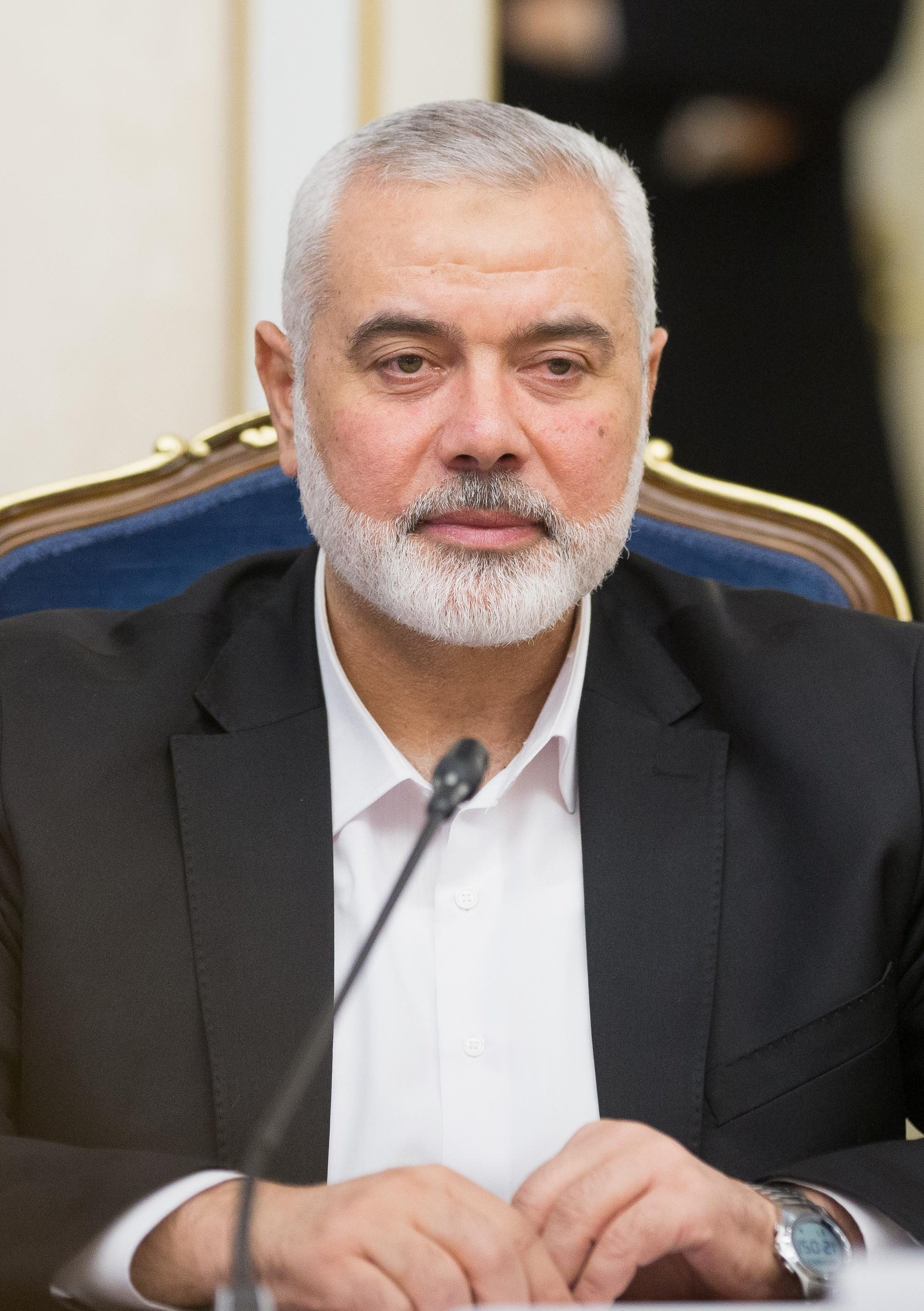
Ismail Haniyeh, político palestino.

| Dia                | Nome                        | Profissão ou motivo de reconhecimento  | Nacionalidade                 | Nasc.  | Ref     |
| ------------------ | --------------------------- | -------------------------------------- | ----------------------------- | ------ | ------- |
| 1                  | Fausto Bordalo Dias         | Cantor e compositor                    | Portugal                      | 1948   | [ 1 ]   |
| 1                  | George Biguzzi              | Prelado                                | Itália                        | 1936   | [ 2 ]   |
| 1                  | Ismail Kadare               | Escritor                               | Albânia                       | 1936   | [ 3 ]   |
| 1                  | Robert Towne                | Roteirista e cineasta                  | Estados Unidos                | 1934   | [ 4 ]   |
| 2                  | Comunardo Niccolai          | Futebolista                            | Itália                        | 1946   | [ 5 ]   |
| 2                  | Jacques Freitag             | Atleta                                 | África do Sul                 | 1982   | [ 6 ]   |
| 2                  | Tetê Medina                 | Atriz                                  | Brasil                        | 1940   | [ 7 ]   |
| 2                  | Ella Mitchell               | Atriz e cantora                        | Estados Unidos                | 1937   | [ 8 ]   |
| 4                  | Ewy Rosqvist-von Korff      | Automobilista                          | Suécia                        | 1929   | [ 9 ]   |
| 4                  | Clery Cunha                 | Ator e cineasta                        | Brasil                        | 1939   | [ 10 ]  |
| 5                  | George Mamalassery          | Prelado                                | Índia                         | 1932   | [ 11 ]  |
| Jon Landau         | Produtor de cinema          | Estados Unidos                         | 1960                          | [ 12 ] |         |
| Laércio de Freitas | Pianista, ator e compositor | Brasil                                 | 1941                          | [ 13 ] |         |
| Nikolai Korolkov   | Ginete                      | Rússia/ União Soviética                | 1946                          | [ 14 ] |         |
| Raphaël Géminiani  | Ciclista                    | França                                 | 1925                          | [ 15 ] |         |
| Rodrigo Raineri    | Alpinista                   | Brasil                                 | 1969                          | [ 16 ] |         |
| Serge Ducosté      | Futebolista                 | Haiti                                  | 1944                          | [ 17 ] |         |
| Vic Seixas         | Tenista                     | Estados Unidos                         | 1923                          | [ 18 ] |         |
| Yvonne Furneaux    | Atriz                       | França                                 | 1928                          | [ 19 ] |         |
| 6                  | Mirta Díaz-Balart           | Política                               | Cuba                          | 1928   | [ 20 ]  |
| 6                  | Pino D'Angiò                | Cantor                                 | Itália                        | 1952   | [ 21 ]  |
| 6                  | Sebastião Belmino           | Comunicador                            | Brasil                        | 1948   | [ 22 ]  |
| 7                  | Bengt Samuelsson            | Bioquímico                             | Suécia                        | 1934   | [ 23 ]  |
| 7                  | Bruno Zanin                 | Ator                                   | Itália                        | 1951   | [ 24 ]  |
| 7                  | Haïm Brézis                 | Matemático                             | França                        | 1944   | [ 25 ]  |
| 8                  | Biliu de Campina            | Cantor, compositor e advogado          | Brasil                        | 1949   | [ 26 ]  |
| 9                  | Jerzy Stuhr                 | Ator                                   | Polónia                       | 1947   | [ 27 ]  |
| 9                  | Jim Inhofe                  | Político                               | Estados Unidos                | 1934   | [ 28 ]  |
| 9                  | Joana Marques Vidal         | Jurista                                | Portugal                      | 1955   | [ 29 ]  |
| 9                  | Maxine Singer               | Bióloga                                | Estados Unidos                | 1931   | [ 30 ]  |
| 9                  | Armando Carvalhêda          | Radialista                             | Portugal                      | 1950   | [ 31 ]  |
| 10                 | Joe Engle                   | Astronauta                             | Estados Unidos                | 1932   | [ 32 ]  |
| 10                 | Hans-Otto Schumacher        | Canoísta                               | Alemanha                      | 1950   | [ 33 ]  |
| 10                 | Paulo Luís Pinheiro         | Engenheiro e piloto                    | Portugal                      | 1971   | [ 34 ]  |
| 11                 | Shelley Duvall              | Atriz                                  | Estados Unidos                | 1949   | [ 35 ]  |
| 11                 | Willi Koslowski             | Futebolista                            | Alemanha                      | 1937   | [ 36 ]  |
| 12                 | Bill Viola                  | Videoartista                           | Estados Unidos                | 1951   | [ 37 ]  |
| 13                 | Iliya Valov                 | Futebolista                            | Bulgária                      | 1961   | [ 38 ]  |
| 13                 | Richard Simmons             | Preparador físico                      | Estados Unidos                | 1948   | [ 39 ]  |
| 13                 | Shannen Doherty             | Atriz                                  | Estados Unidos                | 1971   | [ 40 ]  |
| 13                 | Tobias                      | Futebolista                            | Brasil                        | 1949   | [ 41 ]  |
| 13                 | Thomas Matthew Crooks       | Assassino                              | Estados Unidos                | 2003   | [ 42 ]  |
| 13                 | Erwin Junker                | Fabricante                             | Alemanha                      | 1930   | [ 43 ]  |
| 13                 | Claudio Reyes               | Ator e comediante                      | Chile                         | 1960   | [ 44 ]  |
| 13                 | Mohammed Deif               | Guerrilheiro e militar                 | Palestina                     | 1965   | [ 45 ]  |
| 13                 | Andreas Stöcklein           | Artista plástico                       | Alemanha                      | 1957   | [ 46 ]  |
| 14                 | Sérgio Cabral               | Escritor e jornalista                  | Brasil                        | 1937   | [ 47 ]  |
| 14                 | Romildo Magalhães           | Político                               | Brasil                        | 1946   | [ 48 ]  |
| 14                 | Modesto Roma Júnior         | Empresário e dirigente esportivo       | Brasil                        | 1952   | [ 49 ]  |
| 15                 | Kevin Michael Manning       | Prelado                                | Austrália                     | 1933   | [ 50 ]  |
| 15                 | Quintino Barbosa            | Treinador de futebol                   | Brasil                        | 1965   | [ 51 ]  |
| 15                 | Tomcraft                    | DJ e produtor                          | Alemanha                      | 1975   | [ 52 ]  |
| 15                 | Hernâni Lopes da Silva Maia | Químico e professor                    | Portugal                      | 1936   | [ 53 ]  |
| 15                 | Jorge Luiz Pereira          | Futebolista                            | Brasil                        | 1958   | [ 54 ]  |
| 16                 | Mikhail Vergeyenko          | Futebolista                            | Bielorrússia/ União Soviética | 1950   | [ 55 ]  |
| 16                 | Joe Bryant                  | Basquetebolista                        | Estados Unidos                | 1954   | [ 56 ]  |
| 16                 | Clodo Ferreira              | Músico                                 | Brasil                        | 1951   | [ 57 ]  |
| 16                 | Bernice Johnson Reagon      | Cantora, compositora e ativista        | Estados Unidos                | 1942   | [ 58 ]  |
| 16                 | Lorenz Bruno Puntel         | Professor e filósofo                   | Brasil/ Alemanha              | 1935   | [ 59 ]  |
| 17                 | Cheng Pei-pei               | Atriz                                  | China                         | 1946   | [ 60 ]  |
| 17                 | Totó Cavalcante             | Político                               | Brasil                        | 1947   | [ 61 ]  |
| 18                 | Bob Newhart                 | Ator                                   | Estados Unidos                | 1929   | [ 62 ]  |
| 18                 | Lou Dobbs                   | Jornalista e apresentador de televisão | Estados Unidos                | 1945   | [ 63 ]  |
| 18                 | Richard Cottrell            | Político                               | Reino Unido                   | 1943   | [ 64 ]  |
| 19                 | Nguyễn Phú Trọng            | Político                               | Vietname                      | 1944   | [ 65 ]  |
| 19                 | Eliyahu Rips                | Matemático                             | Letônia/ Israel               | 1948   | [ 66 ]  |
| 19                 | Toumani Diabaté             | Músico                                 | Mali                          | 1965   | [ 67 ]  |
| 19                 | Ray Reardon                 | Jogador de snooker                     | Reino Unido                   | 1932   | [ 68 ]  |
| 19                 | James C. Scott              | Cientista político e antropólogo       | Estados Unidos                | 1936   | [ 69 ]  |
| 19                 | Wolfgang Smith              | Matemático e físico                    | Áustria/ Estados Unidos       | 1930   | [ 70 ]  |
| 19                 | Sandra Maria Laucas         | Educadora                              | Brasil                        | 1942   | [ 71 ]  |
| 19                 | Lisa Westcott               | Maquiadora                             | Reino Unido                   | 1948   | [ 72 ]  |
| 20                 | Moacir                      | Futebolista                            | Brasil                        | 1970   | [ 73 ]  |
| 20                 | Jacques Lewkowicz           | Publicitário                           | Brasil                        | 1944   | [ 74 ]  |
| 21                 | Dercy Furtado               | Política                               | Brasil                        | 1927   | [ 75 ]  |
| 21                 | Iran Lima                   | Ator                                   | Brasil                        | 1935   | [ 76 ]  |
| 21                 | Laurie Byers                | Ciclista                               | Nova Zelândia                 | 1941   | [ 77 ]  |
| 22                 | John Mayall                 | Músico                                 | Reino Unido                   | 1933   | [ 78 ]  |
| 22                 | Larry Pitchford             | Lutador                                | Estados Unidos                | 1936   | [ 79 ]  |
| 22                 | Carolyn Schuler             | Nadadora                               | Estados Unidos                | 1943   | [ 80 ]  |
| 22                 | Willem van der Poel         | Cientista                              | Países Baixos                 | 1926   | [ 81 ]  |
| 23                 | Mircea Grabovschi           | Handebolista                           | Roménia                       | 1952   | [ 82 ]  |
| 23                 | Lewis H. Lapham             | Jornalista                             | Estados Unidos                | 1935   | [ 83 ]  |
| 23                 | John Robin Warren           | Médico                                 | Austrália                     | 1937   | [ 84 ]  |
| 24                 | Roberto Marques             | Político                               | Brasil                        | 1944   | [ 85 ]  |
| 25                 | Rosa Magalhães              | Carnavalesca                           | Brasil                        | 1947   | [ 86 ]  |
| 26                 | J. Borges                   | Artista, cordelista e poeta            | Brasil                        | 1935   | [ 87 ]  |
| 26                 | Charles Hewett              | Ciclista                               | Estados Unidos                | 1929   | [ 88 ]  |
| 26                 | Suzanne Opton               | Fotógrafa                              | Estados Unidos                | 1945   | [ 89 ]  |
| 27                 | Francis Chouat              | Político                               | França                        | 1948   | [ 90 ]  |
| 27                 | Mísia                       | Cantora                                | Portugal                      | 1955   | [ 91 ]  |
| 27                 | Edna O'Brien                | Escritora                              | Irlanda                       | 1930   | [ 92 ]  |
| 27                 | Wolfgang Rihm               | Compositor                             | Alemanha                      | 1952   | [ 93 ]  |
| 28                 | Joana de Barros Baptista    | Professora                             | Portugal                      | 1935   | [ 94 ]  |
| 29                 | Józef Szmidt                | Atleta                                 | Polónia                       | 1935   | [ 95 ]  |
| 29                 | Robert Fellowes             | Nobre                                  | Reino Unido                   | 1941   | [ 96 ]  |
| 29                 | Luiz Carlos Martins         | Radialista e político                  | Brasil                        | 1949   | [ 97 ]  |
| 30                 | Jenny Mastoraki             | Poeta e tradutora                      | Grécia                        | 1942   | [ 98 ]  |
| 31                 | Ismail Haniya               | Político                               | Palestina                     | 1962   | [ 99 ]  |
| 31                 | Roberto Herlitzka           | Ator                                   | Itália                        | 1937   | [ 100 ] |